# Fabriek (Wilhelminaoord)
De fabriek, een mandenmakerij, weverij en smederij, is een monumentaal gebouw in Wilhelminaoord van de Maatschappij van Weldadigheid.

## Geschiedenis
In het begin van de 19e eeuw stichtte de Maatschappij van Weldadigheid in het kader van de armoedebestrijding enkele kolonies in het zuidwesten van de Nederlandse provincie Drenthe. In deze kolonies kregen arme gezinnen, die afkomstig waren uit het hele land, een stukje grond en een woning waardoor zij in staat gesteld werden om in hun eigen levensonderhoud te voorzien. Halverwege de 19e eeuw bleek het succes minder groot dan door de stichter van de kolonies, Johannes van den Bosch, was verwacht. De Maatschappij van Weldadigheid verzette de bakens en bouwde enkele grote boerderijen, waaronder de Hoeve Koning Willem III in Frederiksoord en de Hoeve De Dankbaarheid (later Hoeve Prinses Marianne genoemd) in Wilhelminaoord. De kleine kavels van de oorspronkelijke kolonisten werden samengevoegd tot een grote landbouwkavel van circa 50 hectare, waardoor een grootschalige vorm van landbouw mogelijk werd. De kolonisten werkten als arbeiders onder leiding van een bedrijfsleider op de hoeve. De nieuwe opzet bleek succesvol. Vanaf 1869 werd winst gemaakt.
De kolonies boden in eerste instantie vooral landarbeid aan de kolonisten. Omdat het aantal kolonisten dat ongeschikt was voor de landarbeid steeds groter werd, zocht de leiding van de maatschappij van Weldadigheid naar alternatieve werkgelegenheid. Aan deze groep kolonisten werden fabrieksmatige werkzaamheden aangeboden. In eerste instantie werden vooral zaken voor de eigen behoefte van de kolonies gefabriceerd zoals kousengarens, touw, kledingstukken, dekens en linnengoed. Op die manier werd voorkomen dat er concurrentievervalsing zou optreden met het vrije bedrijfsleven. Later, toen de financiering van de kolonies een probleem begon te worden, werden er ook goederen geproduceerd voor de export naar Nederlands Indië. Johannes van den Bosch, oprichter van de kolonies, was in deze periode minister van Koloniën.
Ook in Wilhelminaoord werden fabrieksmatige activiteiten ontplooid. Het eerste fabrieksgebouw ging door brand verloren en werd omstreeks 1900 vervangen door een nieuw gebouw. In dit gebouw werden een mandenmakerij, een mattenweverij, een smederij, een ververij en een kokerij ondergebracht.
De voormalige fabriek van Wilhelminaoord is erkend als een rijksmonument en wordt verhuurd aan particulieren.